# Zinoro 60H
Zinoro 60H – hybrydowy samochód osobowy typu crossover klasy średniej produkowany pod chińską marką Zinoro w latach 2016–2020.

## Historia i opis modelu

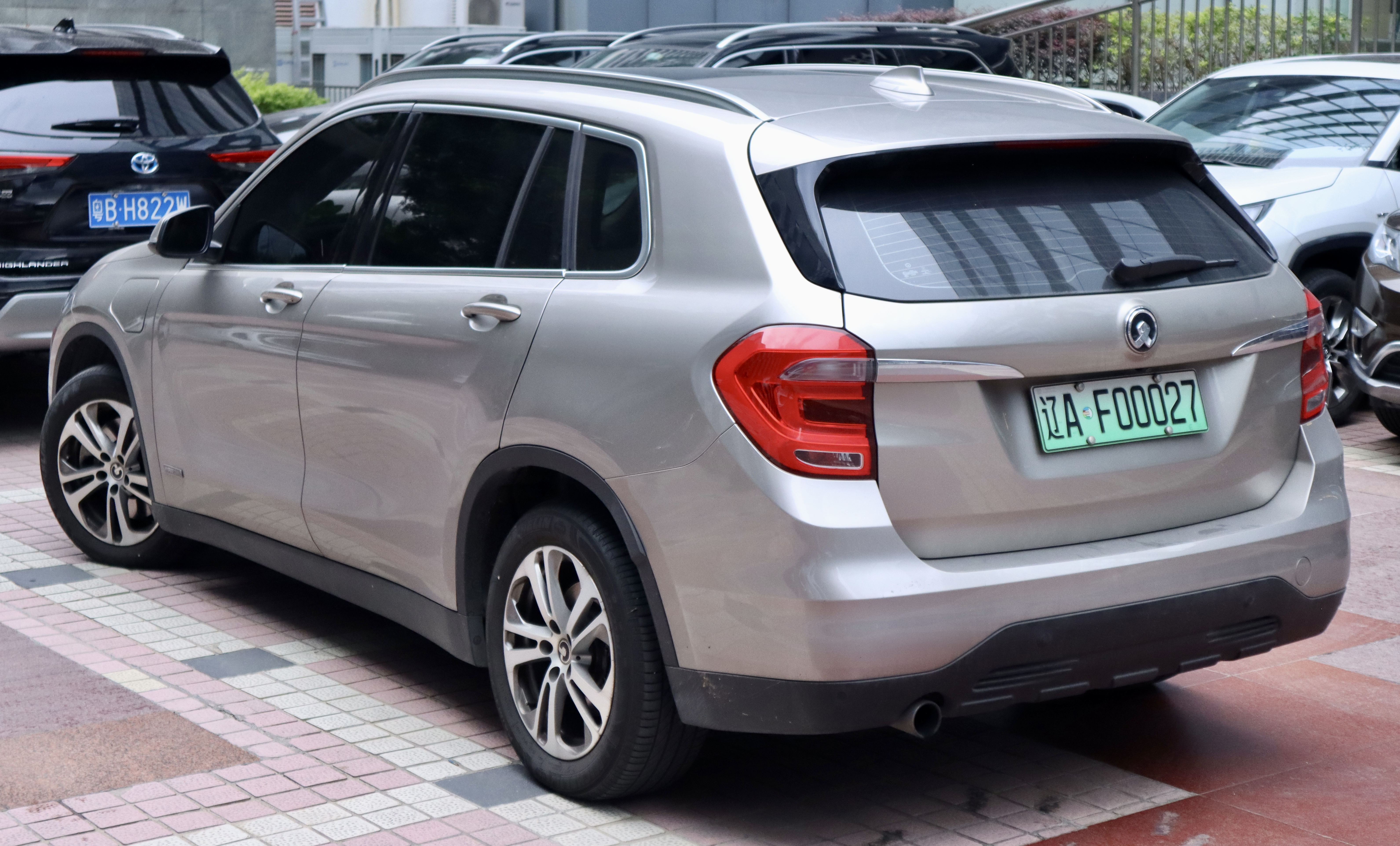
Zinoro 60H - tył

W kwietniu 2015 roku na Shanghai Auto Show Zinoro przedstawiło studyjną zapowiedź nowego modelu mającego zastąpić w ofercie dotychczasowy model 1E pod postacią prototypu Concept Next.
W czerwcu 2016 roku przedstawiono seryjny model pod nazwą Zinoro 60H, który podobnie jak poprzednik powstał jako bliźniacza odmiana tym razem drugiej generacji BMW X1. W stosunku do niemieckiego modelu 60H przeszło jednak obszerniejsze modyfikacje wizualne, zyskując zupełnie zmodyfikowany pas przedni i dłuższą, bardziej kanciastą tylną część nadwozia z dużymi lampami umieszczonymi na błotnikach.

### Sprzedaż
Zinoro 60H to samochód produkowany i sprzedawany wyłącznie z myślą o wewnętrznym rynku chińskim. Samochód był drugim i zarazem ostatnim produktem firmy, znikając z rynku w 2020 roku wraz z całą filią Zinoro.

### Dane techniczne
W przeciwieństwie do poprzednika, Zinoro 60H nie jest samochodem czysto elektrycznym, lecz otrzymał napęd elektryczno-spalinowy typu hybrid plug-in. Współtworzy go trzycylindrowy, 1,8-litrowy silnik benzynowy o mocy 136 KM z 15-konnym silnikiem elektrycznym, łącznie generując 151 KM mocy. Samochód może poruszać się na napędzie elektrycznym do 60 kilometrów.